# Proteuxoa comma
Proteuxoa comma là một loài bướm đêm trong họ Noctuidae.